# Metacyphocaris helgae
Metacyphocaris helgae är en kräftdjursart som beskrevs av W. M. Tattersall 1906. Metacyphocaris helgae ingår i släktet Metacyphocaris och familjen Lysianassidae. Inga underarter finns listade i Catalogue of Life.